# Prostiboř
Prostiboř är en ort i Tjeckien.   Den ligger i regionen Plzeň, i den västra delen av landet, 120 km väster om huvudstaden Prag. Prostiboř ligger 427 meter över havet och antalet invånare är 138.
Terrängen runt Prostiboř är huvudsakligen platt. Prostiboř ligger nere i en dal.Runt Prostiboř är det glesbefolkat, med 15 invånare per kvadratkilometer. Närmaste större samhälle är Stříbro, 13,3 km nordost om Prostiboř. I omgivningarna runt Prostiboř växer i huvudsak blandskog.